# Matthew Lawrence
Matthew William Lawrence (Abington, Pensilvânia, 11 de fevereiro de 1980) é um ator norte-americano conhecido por seus papeis nas séries Boy Meets World, como "Jack Hunter" e Amor Fraternal, como "Matt Roman", e também pelos filmes Uma Babá Quase Perfeita, Garota Veneno e Quem Não Cola, Não Sai da Escola.

## Biografia
Matt nasceu em Abington, Pensilvânia, filho de Donna, uma empresária e Joseph Lawrence, um corretor de seguros. É irmão dos atores, Joseph Lawrence e Andrew Lawrence.
Ao contrário do seu irmão, Joey, Matthew nasceu com o sobrenome Lawrence, uma vez que o sobrenome da família foi alterado de "Mignogna" para "Lawrence" antes de Matt nascer. Atualmente sua família, incluindo a mãe Donna, o pai Joseph e o irmão mais novo Andrew Lawrence, residem em um subúrbio de Los Angeles. Matt adora biologia, e quando mais novo sonhava com a carreira de zoólogo. Tem uma variedade de camaleões, bem como dois cães, Jack e Cody.
Matthew estudou na "Abington Friends School" e em fevereiro de 2002, se matriculou na Universidade do Sul da Califórnia, juntamente com seu irmão Joey.

## Carreira
Matt começou sua carreira em meados de 1980 e tornou-se um renomado ator mirim no início de 1990, aparecendo em muitas séries de TV e filmes, incluindo a comédia Uma Babá Quase Perfeita (1993), com Robin Williams. Ainda nos anos 1990, vieram as séries Superhuman Samurai Syber Squad, Amor Fraternal, que estrelou ao lado dos seus irmãos Joey Lawrence e Andrew Lawrence, Boy Meets World, onde desempenhou o personagem "Jack". Co-estrelou com Rob Schneider, na comédia Garota Veneno.
Em 2015, ele reprisou seu papel como Jack Hunter na série Girl Meets World , um spin-off/sequência de Boy Meets World.
Em fevereiro de 2023, os três irmãos Lawrence lançaram um podcast, intitulado "Brotherly Love", centrado na série que os três estrelaram. Foi lançado pelo PodCo, um estúdio de podcast lançado pela atriz Christy Carlson Romano e focado em reprises de séries de televisão concluídas por seus ex-atores.

### Carreira Musical
Matt estreou como cantor em 1986, quando ele e Joey participaram da Macy's Thanksgiving Day Parade, (Matt também cantou na Macy's Parade em 1991). Outras atuações musicais de Matt podem ser encontradas em dois episódios de Gimme a Break, ("Nell's Secret Admirer"; Johnny B. Goode e "The Window", Parte 1; Rock & Roll Music), dois episódios de Amor Fraternal ("A Roman Holiday"; Silent Night e "Art Attack"; Pigeon On Your Car) e seu último momento musical em Boy Meets World ("As Time Goes By"; This Dame). Com exceção para Silent Night e This Dame, Matt tocou guitarra em todos os três.
Em 2017, Matt formou uma banda com Joey e Andy chamada "Still Three". Em fevereiro daquele ano, eles lançaram seu single de estreia "Lose Myself".

## Vida Pessoal
Já namorou sua colega de Boy Meets World, Danielle Fishel e foi noivo de Heidi Mueller de 2004 a 2006.. Em fevereiro de 2007, ele começou a namorar a dançarina profissional Cheryl Burke do programa Dança com as Estrelas, a quem conheceu através de seu irmão Joey, que participou do programa. Eles ficaram juntos até 2008. O casal voltou em 2017 e noivaram em 2018. Em 23 de maio de 2019, eles se casaram em San Diego, Califórnia. Em 23 de fevereiro de 2022, após um afastamento prolongado agravado pela Pandemia de COVID-19, foi relatado que Burke pediu o divórcio. Em 19 de setembro de 2022, o divórcio foi finalizado. No final de 2022, Lawrence começou a namorar a cantora Chilli do grupo de R&B TLC.
Em abril de 2023, Lawrence revelou em um episódio do podcast Brotherly Love que foi assediado sexualmente por um diretor da Marvel, e que foi demitido por sua agência quando fugiu do quarto de hotel em que estavam.

## Filmografia

### Filmes
| Ano  | Título                           | Papel                       | Notas    |
| 2022 | Double Threat                    | Jimmy                       | -        |
| 2020 | Money Plane                      | Cowboy                      | -        |
| 2011 | Fort McCoy                       | Dan Griffin                 | -        |
| 2010 | Of Silence                       | Brian Van Poe               | -        |
| 2009 | Creature of Darkness             | Lance                       | -        |
| 2008 | Trucker                          | Scott                       | -        |
| 2007 | The Comebacks                    | Lance Truman                | -        |
| 2006 | Uma Noite Muito Louca            | Brock Anderson              | Dublagem |
| 2002 | Garota Veneno                    | Billy                       | -        |
| 2002 | Quem Não Cola, Não Sai da Escola | Victor                      | -        |
| 2001 | Piratas Modernos                 | Jake Hunter                 | Para TV  |
| 2002 | Girl Band                        | Mike                        | Para TV  |
| 2002 | Big Monster on Campus            | Frank Stein                 | -        |
| 2002 | Glow                             | Jeremy                      | -        |
| 1999 | Um Jeito Especial com Cavalos    | Cowboy at Airport           | Para TV  |
| 1999 | H-E Double Hockey Sticks         | Dave Heinrich               | Para TV  |
| 1999 | Family Tree                      | Mark Musser                 | -        |
| 1998 | Rusty: O Grande Resgate          | Rusty the Dog               | Dublagem |
| 1998 | Só Para Mulheres                 | Dennis                      | -        |
| 1997 | Anjos no Ataque                  | Jesse Harper                | Para TV  |
| 1996 | Brotherly Love                   | Matthew                     | Para TV  |
| 1996 | Fronteira Selvagem               | Aaron Frye                  | Para TV  |
| 1993 | Uma Babá Quase Perfeita          | Christopher 'Chris' Hillard |          |
| 1992 | Reencontro Mortal                | Phillip                     | -        |
| 1991 | Daddy                            | Sam Watson                  | Para TV  |
| 1991 | The Summer My Father Grew Up     | Timmy                       | Para TV  |
| 1990 | O Coração de Joshua              | Joshua                      | Para TV  |
| 1990 | Contos da Escuridão              | Timmy                       | -        |
| 1989 | Majo no Takkyūbin                | Tombo                       | Dublagem |
| 1988 | David                            | David Rothenberg            | Para TV  |
| 1988 | Pulse                            | Stevie                      | -        |
| 1987 | Antes Só do que Mal-Acompanhado  | Neal pequeno                |          |

### Televisão
| Ano       | Título                              | Papel                     | Notas                                    |
| 2025      | The Masked Singer                   | Paparazzo                 | Concorrente (temporada 13); 4 episódios  |
| 2024      | NCIS                                | Danny Butler              | Episódio: "In From the Cold"             |
| 2022      | Worst Cooks in America              | Ele mesmo                 | Concorrente (temporada 24)               |
| 2019      | Hawaii Five-0                       | Josh Baker                | Episódio: "Hapai ke kuko, hanau ka hewa" |
| 2015      | Workaholics                         | Guarda da Guarda Costeira | Episódio: "Dorm Daze"                    |
| 2015      | Girl Meets World                    | Jack Hunter               | Episódio: "Girl Meets Semi-Formal"       |
| 2011-2014 | Melissa and Joey                    | Tony Longo                | 4 episódios                              |
| 2004      | Boston Public                       | Billy Deegan              | Episódio: "Chapter 80"                   |
| 2003      | CSI: Miami                          | Chuck Shaw                | Episódio: "Hard Time"                    |
| 2000-1997 | Boy Meets World                     | Jack Hunter               | Papel principal (68 episódios)           |
| 1998      | Adventures from the Book of Virtues | Tom Sawyer                | Voz; Episódio: "Work"                    |
| 1997-1995 | Amor Fraternal                      | Matt Roman                | Papel principal (40 episódios)           |
| 1995      | Bringing Up Jack                    | Ryan                      | 6 episódios                              |
| 1994-1995 | Superhuman Samurai Syber Squad      | Sam "Servo" Collins       | Papel principal (53 episódios)           |
| 1992-1991 | Drexell's Class                     | Walker                    | Papel principal (14 episódios)           |
| 1991-1994 | Blossom                             | Joey Jovem                | 3 episódios                              |
| 1991      | Walter & Emily                      | Zach Collins              | Papel principal (13 episódios)           |
| 1990      | Lifestories                         | -                         | Episódio: "The Hawkins Family"           |
| 1987-1986 | Gimme a Break!                      | Matthew Donovan           | Papel recorrente                         |
| 1985      | ABC Afterschool Specials            | Matt                      | Episódio: "Don't Touch"                  |
| 1985      | Sara                                | Jesse Webber              | Papel recorrente (13 episódios)          |
| 1984-1985 | Dynasty                             | Danny Carrington, Jr.     | 3 episódios                              |

## Prêmios e indicações
| Ano  | Resultado | Premiação          | Indicação                                         |
| ---- | --------- | ------------------ | ------------------------------------------------- |
| 1998 | Indicado  | Young Artist Award | Melhor performance / Por: Anjos no Ataque         |
| 1997 | Indicado  | Young Artist Award | Melhor performance / Por: Amor Fraternal          |
| 1996 | Indicado  | Young Artist Award | Melhor vestuário / Por: Amor Fraternal            |
| 1995 | Indicado  | Young Artist Award | Melhor performance / Por: Uma Babá Quase Perfeita |
| 1993 | Indicado  | Young Artist Award | Melhor ator / Por: Reencontro Mortal              |
| 1992 | Indicado  | Young Artist Award | Melhor ator / Por: The Summer My Father Grew Up   |
| 1989 | Indicado  | Young Artist Award | Melhor ator / Por: David                          |